# Sámsonházi kőfejtő

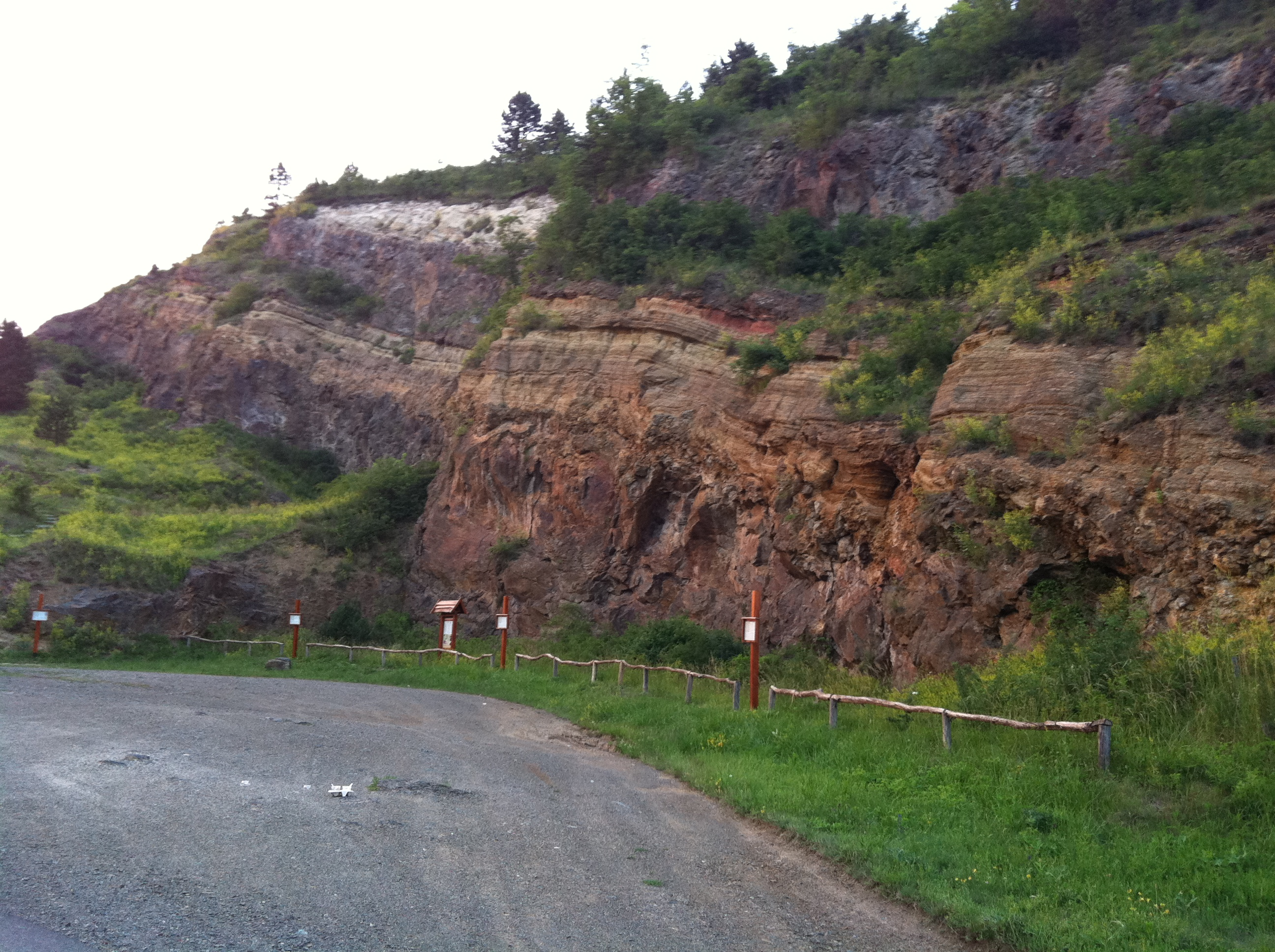
A sámsonházi kőfejtő a Nógrád vármegyei Sámsonházán

A sámsonházi kőfejtő az egykori kőbánya területén létrejött védett, Európa-hírű geológiai bemutatóhely a Nógrád vármegyei Sámsonházán. 

## Leírása
A feltáruló rétegsorban több miocén kori vulkánkitörésből származó lávakőzetréteg (andezit) és szórt vulkáni kitörésből származó lávakőzetréteg (andezittufa) váltakozik. Jól megfigyelhető a rájuk települt, kb. 15 millió éves sekélytengeri lajtamészkőréteg, melyben gyakoriak az akkor már kevésbé sós tengerre jellemző élőlények megkövesedett maradványai.

Fényes Elek a következőket írta 1851-ben: 
```
„Fejérkő régi vára alatt egy hegyoldalban … néhány esztendővel ezelőtt az ősvilág állatjának, t. i. a mamutnak főcsontjára találtak.”
[
1
]
```

## Tanösvény
A kőfejtőből a hegyoldalba vezető tanösvényen több tábla ismerteti az egykori vulkáni tevékenységet.